# Mildred Oliphant
Nelisiwe Mildred Oliphant (Ulundi, 22 maart 1959) is een Zuid-Afrikaans politica en anti-apartheidactiviste voor het Afrikaans Nationaal Congres (ANC). Ze was parlementslid in de Nationale Vergadering en van 2010 tot 2019 minister van Arbeid in de kabinetten Zuma I, Zuma II en Ramaphosa I.